# 恐怖の逢びき
『恐怖の逢びき』（きょうふのあいびき、西: Muerte de un cuclista、英: Death of a Cyclist）は、1955年のスペイン映画とイタリア映画の合作映画。
フアン・アントニオ・バルデムが監督と台詞を担当した映画で、1950年代のスペイン映画を代表する作品。人妻とその浮気相手が起こしたひき逃げ事件を描いたサスペンス映画であり、第8回カンヌ国際映画祭で国際映画批評家連盟(FIPRESCI)賞を受賞した。

## 主な出演者
- マリア・ジョゼ・デ・カストロ：ルチア・ボゼー
- ジュアン・フェマンデズ・ソラー（大学の助教授）：アルベルト・クロサス
- ミゲル・カストロ（大学教授）：オテロ・トソ
- ラファ（美術評論家）：カルロス・カサラヴィリア
- マルチド・ルケ（女生徒）：ブルナ・コラ

## 制作
撮影は、1954年11月29日から1955年3月29日まで行われた。Juanはフランス語版では、Pierreになっている。

## 受賞
- カンヌ国際映画祭
  - 国際映画批評家連盟賞賞